# Два погледа кроз кључаоницу
Два погледа кроз кључаоницу је југословенски телевизијски филм из 1960. године. Режирао га је Славољуб Стефановић Раваси, а сценарио је писао Александар Обреновић.

## Улоге
| Глумац             | Улога |
| ------------------ | ----- |
| Душан Антонијевић  |       |
| Милутин Бутковић   |       |
| Маја Чучковић      |       |
| Мира Динуловић     |       |
| Дејан Дубајић      |       |
| Капиталина Ерић    |       |
| Невенка Микулић    |       |
| Никола Милић       |       |
| Павле Минчић       |       |
| Бранка Петрић      |       |
| Јожа Рутић         |       |
| Петар Словенски    |       |
| Растко Тадић       |       |
| Милутин Мића Татић |       |
| Анка Врбанић       |       |